# 生川栄治
生川栄治（いくかわ　えいじ、1923年-不明は、日本の経済学者。専門は金融論、銀行論、金融史。マルクス経済学に基礎をおき、イギリスやドイツの金融資本に関する研究を行った。

## 略歴
1923年、大阪府に生まれる。1944年、大阪商科大学 (旧制)（大阪市立大学→現大阪公立大学）卒業。1954年大阪市立大学助教授、同教授。退職後、同大名誉教授、近畿大学商経学部教授。経済学博士（京都大学）。

## 著書
- 『イギリス金融資本の成立』有斐閣 1956年
- 『現代銀行論』日本評論新社 1960年
- 『現代銀行論 : ドイツ信用銀行と資本形成』日本評論新社 1960年
- 『信用制度と資本蓄積』有斐閣 1967年
- 『信用理論の体系』有斐閣 1985年
- 『ドイツ金融史論』有斐閣 1995年

### 共編
- 生川栄治編『現代の金融資本』有斐閣選書1976年